# Gelsenkirchen-Rotthausen

Wappen Rotthausens, entworfen von Kurt Schweder

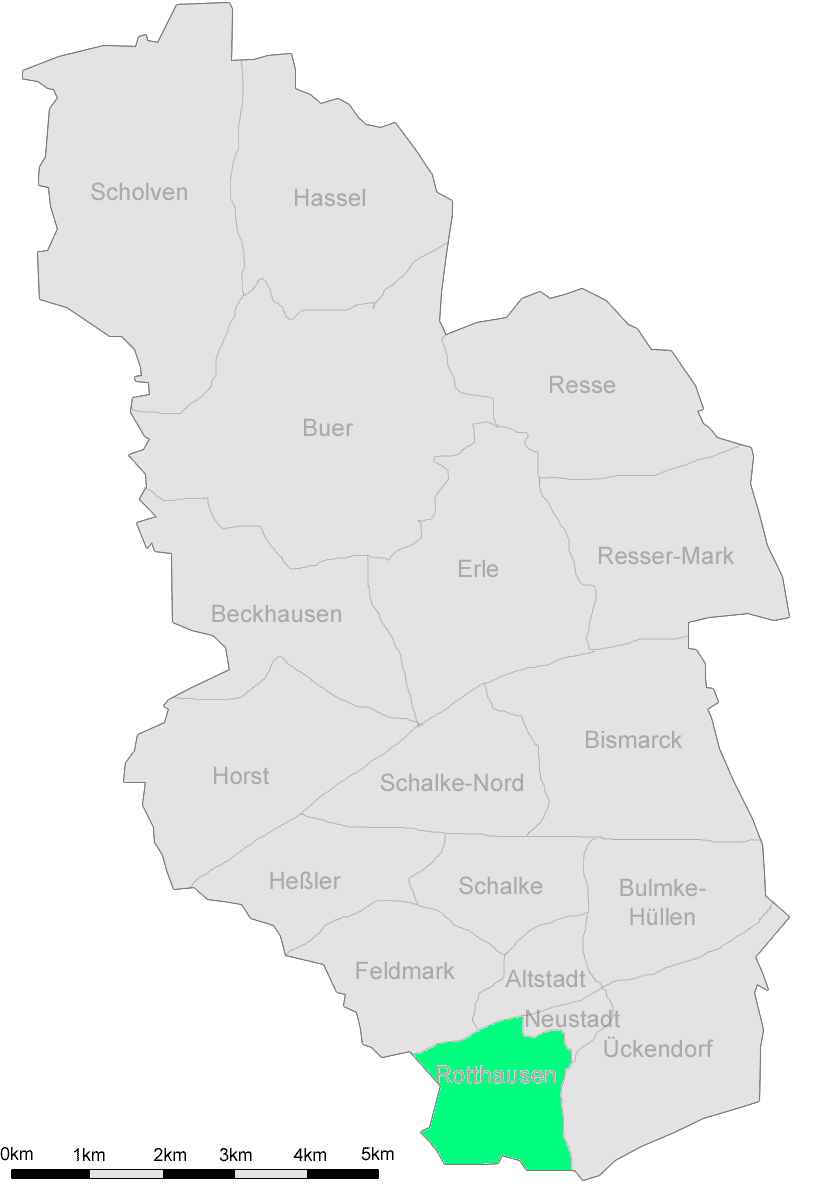
Die Stadtteile Gelsenkirchens mit Rotthausen im Südwesten

Rotthausen ist der südlichste Stadtteil der Ruhrgebietsstadt Gelsenkirchen an der Grenze zur Stadt Essen. Er hatte am 31. Dezember 2023 insgesamt 14.597 Einwohner
und gehört dem Stadtbezirk Gelsenkirchen-Süd an. An der Stadtgrenze zu Essen liegt das Naturschutzgebiet Mechtenberg.

## Geschichte
Die frühere Bauerschaft Rotthausen (entstanden aus drei historischen Kernen) hatte 1795 345 Einwohner. Ab 1808 gehörte Rotthausen zur neugeschaffenen Bürgermeisterei Altenessen mit dem Verwaltungssitz in Stoppenberg. Ab 1873 gehörte die Gemeinde Rotthausen zur Bürgermeisterei Stoppenberg im Landkreis Essen. 1846 wurde in Rotthausen erstmals nach Kohle gegraben und 1847 die erste Eisenbahnstrecke, die Stammstrecke der Köln-Mindener Eisenbahn-Gesellschaft gebaut. Eine Station für Personenzüge wurde 1876 an der Verbindungsstrecke zwischen der Rheinischen Ruhrgebietsstrecke und der Köln-Mindener Strecke eingerichtet, diese wurde 1895 zu einem Bahnhof mit Güterabfertigung ausgebaut.
1891 und 1893 bildete sich zuerst eine katholische und dann eine evangelische Kirchengemeinde. Am 1. Oktober 1906 wurde die Gemeinde Rotthausen zu einer eigenen Bürgermeisterei erhoben.
Am 25. Mai 1912 wurde der Flugplatz Gelsenkirchen-Essen-Rotthausen in Betrieb genommen und von der Lufthansa angeflogen. Er befand sich im Bereich der jetzigen Trabrennbahn unter der Halde am Gut Nienhausen. Am Flughafen Gelsenkrichen-Essen-Rotthausen befand sich das Stammwerk der Kondor Flugzeugwerke. Auf dem Flughafen trainierte der Flugpionier und Fluglehrer Bruno Werntgen, der hier auch Flugunterricht gab. 1921 wurde das Volkshaus Rotthausen errichtet. Sein Architekt war Alfred Fischer, der auch das Hans-Sachs-Haus entwarf. Am 1. Januar 1924 wurde Rotthausen aus dem Landkreis Essen bzw. der Rheinprovinz ausgegliedert und zur Stadt Gelsenkirchen in der Provinz Westfalen eingemeindet. 1927 entstand in Gelsenkirchen-Rotthausen eine Tafelglasfabrik. Seit 1999 werden an diesem Standort Solarzellen produziert.

### Zeche Dahlbusch
Der Kohlenabbau in der Zeche Dahlbusch begann 1848. In der Zeche ereigneten sich in der Mitte des 20. Jahrhunderts drei schwere Grubenunglücke: Am 23. August 1943 gab es 38, am 20. Mai 1950 78 und am 3. August 1955 42 Tote. An diese Unglücke erinnern drei Denkmäler, die auf dem Rotthauser Friedhof errichtet worden sind. Am 12. Mai 1955 wurden nach einem Grubenunglück drei Bergleute von unter Tage mit der Dahlbuschbombe gerettet. 1966 wurde die Zeche stillgelegt.

### Wappen
Blasonierung: „In Gold (Gelb) ein rotes Haus mit silbernem (weißem) Fachwerk und offenem Tor, in dieses hineinragend eine aufrechte blaue Pflugschar im Schildfuß; über dem Giebel rechts und links ein blaues Andreaskreuz.“
Das Wappen Rotthausens wurde von Kurt Schweder aus Essen entworfen. Das Wappen ist ein sogenanntes „redendes Wappen“; die Pflugschar im Schildfuß steht für den Namensbestandteil „Rott-“, der sich von roden herleitet. Das Fachwerkhaus darüber symbolisiert den Namensbestandteil „-hausen“. Die Andreaskreuze sollen an die einstige Thingstätte auf dem Oberhof Rotthausen erinnern.

## Bevölkerung
Zum 31. Dezember 2023 lebten 14.597 Einwohner in Rotthausen.
- Anteil der weiblichen Bevölkerung: 49,9 % (Gelsenkirchener Durchschnitt: 50,5 %)[6]
- Anteil der männlichen Bevölkerung: 50,1 % (Gelsenkirchener Durchschnitt: 49,5 %)[7]
- Ausländeranteil: 33,2 % (Gelsenkirchener Durchschnitt: 26,0 %)[8]

## Verkehr
An der Bahnstrecke Essen–Gelsenkirchen wird der Bahnhof Gelsenkirchen-Rotthausen von der Linie S 2 der S-Bahn Rhein-Ruhr im Stundentakt angefahren.
In Essen und Gelsenkirchen besteht Anschluss an das Fernverkehrsnetz der Deutschen Bahn.
Zusätzlich führen durch Rotthausen sechs Buslinien, die von verschiedenen Verkehrsunternehmen (Ruhrbahn, Bogestra) innerhalb des VRR betrieben werden.
| Linie | Verlauf | Takt (Mo–Fr) | Betreiber           |
| ----- | --- | ------------ | ------------------- |
| 155   | Gelsenkirchen-Rotthausen Achternbergstraße – Schonnebeck – Frillendorf Hubertstraße – Betriebshof Stadtmitte – Rathaus Essen – Essen Hbf – Huttropstraße – Bergerhausen – Annental – Heisingen Rote Mühle – Kampmannbrücke – Kupferdreh                            | 20 min       | Ruhrbahn            |
| 194   | Gelsenkirchen Hbf – Gelsenkirchen-Rotthausen – Zeche Bonifacius – Kray Nord Bf – Kray Mitte – Kray Süd Bf – Steele – Essen-Rellinghausen – Stadtwaldplatz – Bredeney – Essen-Haarzopf Erbach                                                                       | 20 min       | Ruhrbahn / Bogestra |
| 340   | Gelsenkirchen-Rotthausen Landschede – Musiktheater – Bulmke-Hüllen – Herne-Röhlinghausen – Herne-Wanne Bickernstr. – Wanne-Eickel Hbf – Holsterhausen | 20 min       | Bogestra            |
| 348   | Essen Abzweig Katernberg – Essen-Beisen – Gelsenkirchen-Rotthausen Auf der Reihe – Gelsenkirchen Hbf – Leipziger Str. – Bulmke-Hüllen – Konradstraße | 20 min       | Bogestra / Ruhrbahn |
| 381   | Gelsenkirchen-Rotthausen Landschede – Rotthausen – Gelsenkirchen-Neustadt – Gelsenkirchen Hbf – Schalke Ernst-Kuzorra-Platz – Erle Marktstr. – (Resser Mark – Resse Kirschblütenweg) / (Middelich - Gelsenkirchen-Buer Rathaus (nur abends sowie sonn-/feiertags)) | 20 min       | Bogestra            |
| 388   | Gelsenkirchen Hbf – Feldmark – Rotthausen – Haus Leithe – Ückendorf, Marienhospital | 30 min       | Bogestra            |

## Kirchen
In Rotthausen gibt es eine evangelische Kirchengemeinde an der Steeler Straße und zwei katholische Kirchen: St. Mariä Himmelfahrt und St. Barbara im Ortsteil Düppel. Die Kirche St. Mariä Himmelfahrt wurde an Fronleichnam 2007 außer Dienst gestellt, nur zehn Jahre nach der Neugestaltung des Innenraumes. Sie wurde im April 2021 durch Brandstiftung schwer getroffen. Außerdem gibt es eine Neuapostolische Kirche und ein islamisches Gemeindezentrum.

## Markt
Auf dem Platz an der Karl-Meyer-Straße (heute Ernst-Käsemann-Platz) findet jeden Samstag ein kleiner Wochenmarkt statt. Zudem macht dort zweimal im Monat das Schadstoffmobil Halt.

## Nahversorgungszentrum
Die Karl-Meyer-Straße bildet in Rotthausen einen gesellschaftlichen Treffpunkt zum Verweilen und Einkaufen.

## Vereine
- DJK TUS Rotthausen
- SSV Rotthausen
- BSV Schützenverein
- Hundesportverein
- Großväterverein
- Männergesangsverein
- DPSG Stamm Martin-Luther King
- Evangelische Jugend
- Bürgerverein Rotthausen
- Stadtteilarchiv Rotthausen

## Persönlichkeiten

### Söhne und Töchter des Ortes
- Wilhelm Zaisser (1893–1958), DDR-Politiker
- Georg Reuter (1902–1969), stellvertretender DGB-Vorsitzender
- Werner Kuhlmann (1921–1992), Polizeigewerkschafter und Oberbürgermeister von Gelsenkirchen
- Elisabeth Käsemann (1947–1977), Sozialarbeiterin, Opfer der argentinischen Militärdiktatur

### Mit Rotthausen verbunden
- Ernst Käsemann (1906–1998), evangelischer Theologe und von 1933 bis 1946 Pfarrer in Rotthausen
- Karl Holstein (1908–1983), Industrieller, Vorstandsvorsitzender der Deutschen Libbey-Owens-Gesellschaft für maschinelle Glasherstellung AG (DELOG) in Rotthausen
- Johannes Baptist Przyklenk FSF (1916–1984), katholischer Bischof in Brasilien, wuchs in Rotthausen auf
- Leonard Lansink (* 1956), Schauspieler, verbrachte den Großteil seiner Kindheit und Jugend in Rotthausen
- Bastian Bielendorfer (* 1984), Autor, Comedian, Podcaster, TV-Moderator, in Rotthausen aufgewachsen